# 서강대교
서강대교(西江大橋)는 서울특별시 마포구 신수동과 영등포구 여의도동을 연결하는 왕복 6차로의 한강 다리이다. 서강대교 남쪽에 국회의사당이 있다.

## 역사
서강대교는 1980년부터 공사를 시작하였으나 1983년 이후 공사가 중단되었다가 10년만인 1993년 공사가 재개되었고, 양화대교 일부 폐쇄에 따른 교통량을 흡수하기 위해 1996년 말 개통되었다.
처음에는 사장교 형태로 계획되어 있었으나 서울시의 재정 문제 및 연결 도로 미확보 문제로 인해 1983년에 교각 17개만 건설된 채 중단되었고, 이후 1988년 서울 올림픽 개최 등으로 예산 집행 우선순위에서 밀려 10년간 방치되어 '서울의 흉물, 한강의 괴물'이라는 오명을 사기도 했다. 1990년대 초 최악으로 치닫는 서울의 교통난을 해소하기 위해서 1993년부터 공사를 재개하였다.
그러나 서강대교가 밤섬을 거치게 건설되고 있었기 때문에 철새가 사라질 것을 우려한 환경 단체의 반발이 있었고, 이를 반영해 서강대교 건설 방식을 변경하였다. 밤섬이 위치하는 150m 구간에는 닐슨 아치교 형식으로 건설하기로 했는데 이 방법으로 건설할 경우 양쪽 아치가 맨 위에서 모아지며 강선으로 고정되어 있어 곡선의 아름다움을 최대로 살릴 수 있다는 장점이 있다. 그리고 나머지 구간은 콘크리트박스를 밀어내는 연속압출공법으로, 강북 구간은 스틸박스교로 건설하기로 변경하였다. 또한 철새 보호를 위해 철새가 번식하는 4~6월에는 공사를 중지하기도 했다.

### 연혁
- 1980년 6월 7일 : 착공[4]
- 1996년 12월 30일 : 양화대교 일부 통행 제한에 따라 조기 개통. 다만, 당시 서강대교 북단은 강변북로를 통해서만 진출입 가능.[5]
- 1997년 4월 30일 : 양화대교 구교 철거를 앞두고, 서강대교 북단과 신촌교차로를 잇는 임시가교 설치.[6]
- 1998년 10월 : 서강대교 북단 진입도로 개통, 임시가교 철거.[7]

## 서강대교와 밤섬

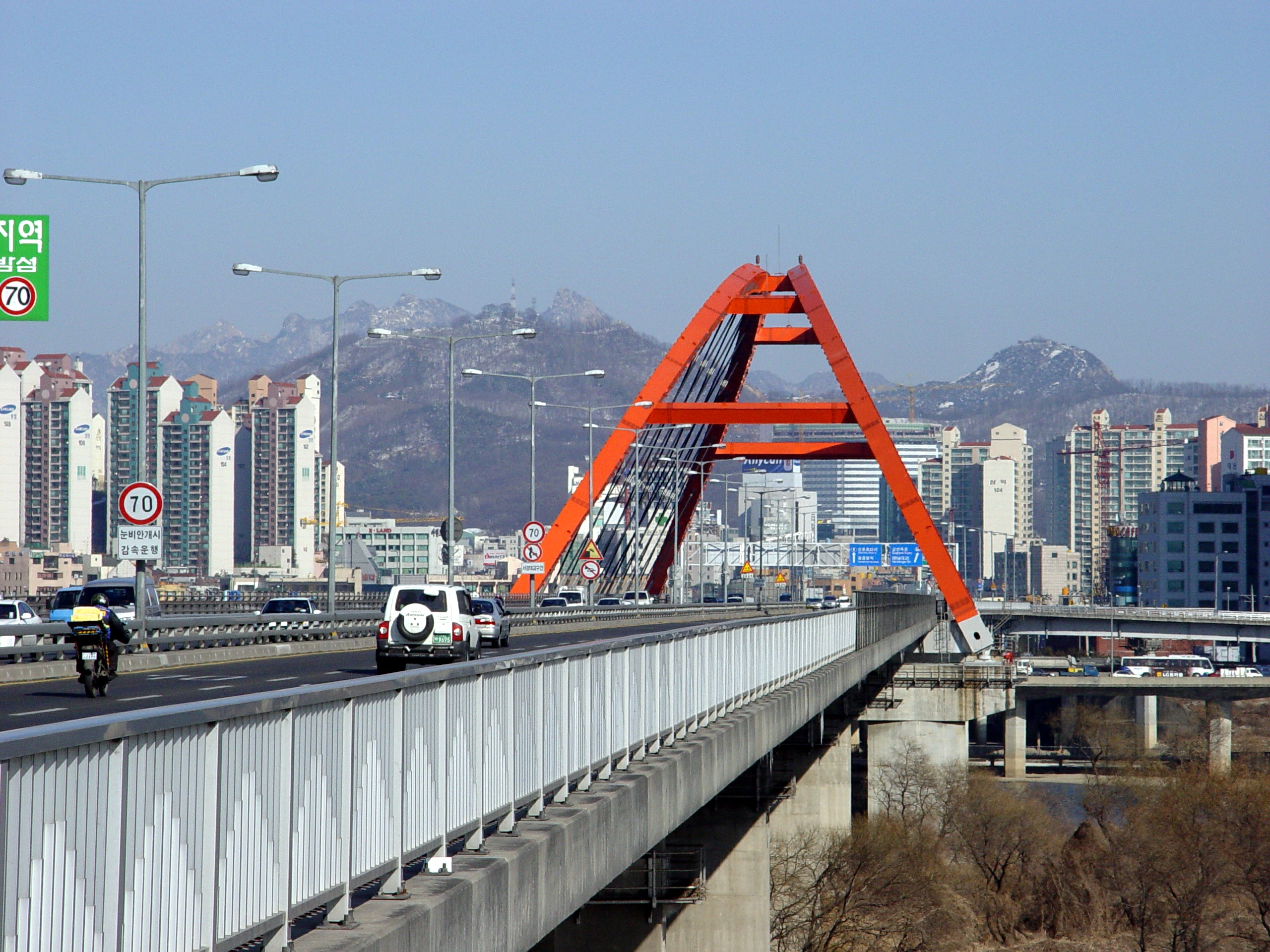
서강대교와 밤섬

서강대교는 철새도래지로 유명한 밤섬을 가로지르는 노선으로 되어 있다. 이 구간에는 아치형 구조물이 세워져 있어 이 곳이 밤섬임을 알려주고 있다.
서강대교 개통 초기 밤섬 생태계가 서강대교를 지나는 차량의 소음과 매연에 의해 훼손되고 있다는 지적이 있었다.

## 같이 보기
- 밤섬
- 양화대교
- 1988년 서울 올림픽